# Itter (Diemel)
Die Itter ist ein 19,3 km langer, südwestlicher und orographisch linker Nebenfluss der Diemel im Landkreis Waldeck-Frankenberg in Hessen und im Hochsauerlandkreis in Nordrhein-Westfalen.

## Etymologie
In historischen Quellen wird die Itter ebenfalls als Itterbecke und Itterbach erwähnt. Louis Friedrich Christian Curtze hat in seinem Werk Die Ortsnamen des Fürstenthums Waldeck den Namen Itter auf keltischen Ursprung zurückgeführt. Die Bedeutung von Itter im Keltischen sei Wasser. Albrecht Greule hingegen leitet den Namen vom germanischen *Aitrō mit der Bedeutung 'Schwellbach' ab.

## Geographie

### Verlauf
Die Itter entspringt im Nordteil des Rothaargebirges und im Nordwestteil von Hessen im Naturschutzgebiet Alter Hagen bei Willingen wenige Meter östlich der Grenze zu Nordrhein-Westfalen an der Nahtlinie der Bergregionen Upland und Sauerland. Ihre Quelle liegt in bewaldeter Landschaft auf etwa 770 m ü. NHN zwischen Hopperkopf (832,3 m) im Südosten und Clemensberg (ca. 837 m) im Westen.
Von dort fließt die Itter in nördlicher Richtung östlich vorbei am Mühlenkopf und an Willingen-Stryck nach Willingen, dabei den Willinger Viadukt unterquerend, und danach östlich vorbei am Hohen Eimberg (806,1 m) nach Willingen-Schwalefeld. Etwas weiter nordostwärts verläuft der Fluss auf rund 4 km Länge als Grenzfluss der eingangs genannten Bundesländer in Richtung Nordosten. Dabei fließt er etwa parallel zur einige Kilometer weiter östlich verlaufenden Diemel und tangiert als Grenzfluss den Briloner Ortsteil Bontkirchen.
Etwa 2,7 Flusskilometer unterhalb der Ortschaft mündet die Itter im Gebiet der hessischen Gemeinde Diemelsee 3,2 km westlich von dessen Ortsteil Heringhausen auf 376 m Höhe in den Westarm des Stausees Diemelsee, innerhalb vom Naturschutzgebiet Diemelsee, in dem sie der Diemel zufließt.

### Einzugsgebiet und Zuflüsse
Das Einzugsgebiet der Itter ist 52,065 km² groß. Zu ihren Zuflüssen gehören mit orographischer Zuordnung (l = linksseitig, r = rechtsseitig), Gewässerlänge, Mündungsort mit Itterbachkilometer und – wenn bekannt – Einzugsgebietsgröße und Mündungshöhe in Meter (m) über Normalhöhennull (NHN) (flussabwärts betrachtet)/:
- Hemeke (l; 1,7 km), oberhalb Stryck (nahe km 16,05), auf ca. 635 m
- Aarbach (Aar; r; 8,8 km), zwischen Willingen und Bontkirchen (nahe km 6,3), 9,006 km², auf ca. 443 m
- Dommelbach (l/r; 4,9 km), oberhalb Bontkirchen (nahe km 4,2), 9,423 km², auf ca. 414 m

### Kurioses zu Länge und Einzugsgebiet
Interessant an dem Diemel-Zufluss Itter ist, dass er bis zu seiner Mündung in den Diemelsee 3,1 km länger ist als die Diemel bis zu deren Einfluss in den Stausee (19,3 km gegenüber 16,2 km) und auch über ein 9,33 km² größeres Einzugsgebiet verfügt (48,294 gegenüber 38,964 km²). Daher wäre streng genommen wohl die historisch als Nebenfluss geführte Itter mindestens als gleichberechtigter Quellfluss der Diemel anzusehen.

### Wasserscheiden
- Das Quellgebiet der Itter liegt an der Rhein-Weser-Wasserscheide: Während sich das Wasser der Itter nach Nordosten durch die Diemel der Weser zuwendet, fließt jenes des nur kurzen Bachs Schweimecke durch den Hillebach, der am Hillekopf entspringt, und die Ruhr nach Westen in den Rhein.
- Die Quelle des ersten kleinen Itter-Zuflusses, der östlich des Hopperkopfs entspringt, liegt an der Diemel-Eder/Fulda/Weser-Wasserscheide: Sein Wasser fließt in nördliche Richtung durch die Itter und Diemel in die Weser, während jenes der Wilden Aa (Aar), die etwas weiter östlich entspringt, einen südlicheren Umweg durch Orke, Eder und Fulda zur Weser macht.

## Geschichte
Erdgeschichtlich liegt die Itter in einer rund 240 Millionen Jahre alten Flusslandschaft. Die Quellregion befindet sich im Rheinischen-Schiefergebirge und wird der Zeit von Devon und Karbon zugeordnet.

## Pegel

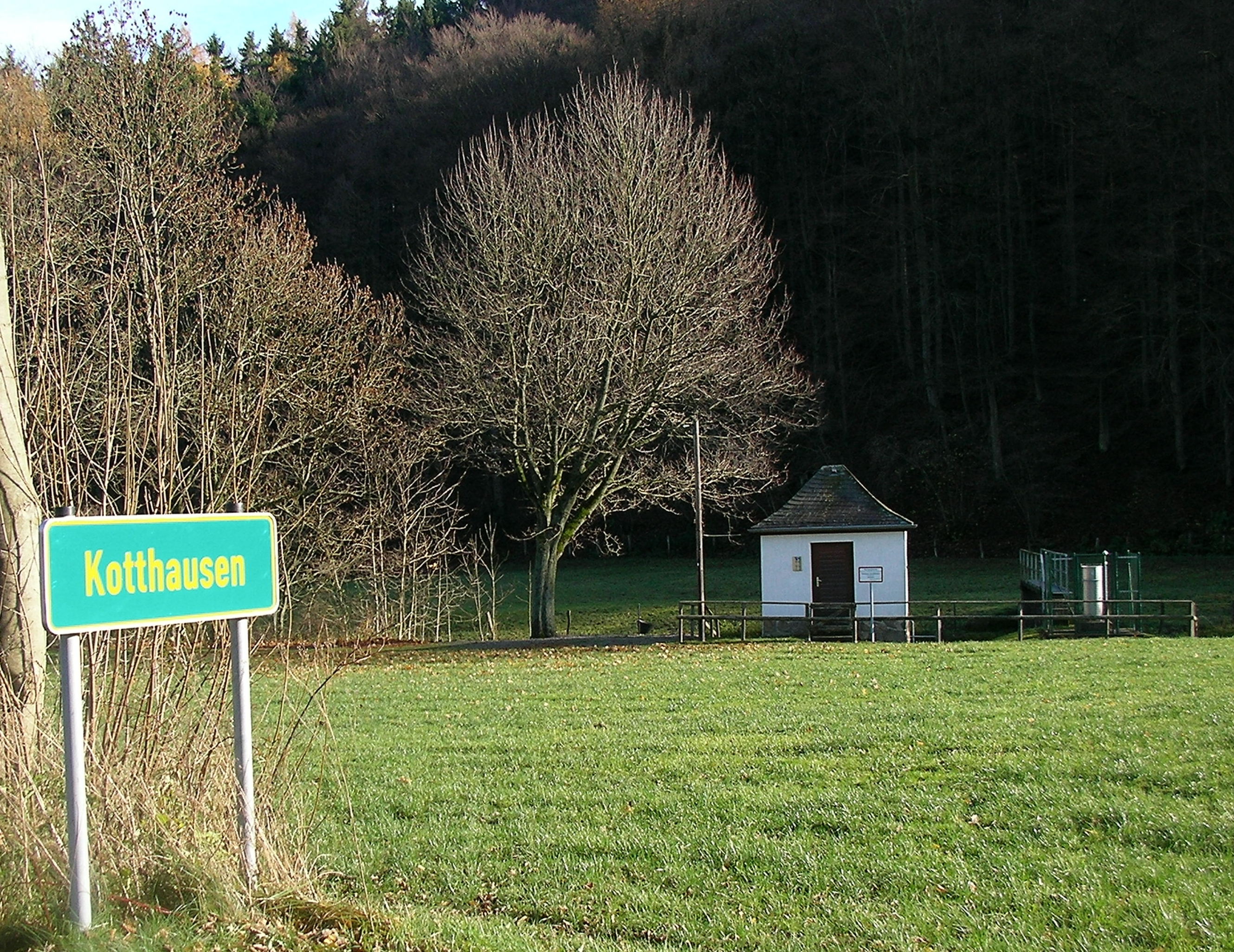
Itter-Pegel Kotthausen III (Kilometer: 3,40)

Das Wasserstraßen- und Schifffahrtsamt Hann. Münden betreibt eine Messstation zur Erfassung des Zuflusses der Itter in den Diemelsee. Die Einrichtung liegt an der Itter im Bereich der Ländergrenze zwischen Nordrhein-Westfalen und Hessen. Die Anlage mit Pegelhäuschen befindet sich vor dem Einlauf der Itter zum Diemelsee im Bereich von Kotthausen III. Die Pegelmesswerte sind online verfügbar.